# Gum 29
Gum 29 (également connue sous le nom de RCW 49) est une grande nébuleuse en émission visible dans la constellation australe de la Carène.
Elle est située dans la partie nord-ouest de la constellation, près de la frontière avec les Voiles et à proximité de l'amas ouvert NGC 3293. Elle se trouve sur le bord occidental de la brillante région de l'Arc de la Carène, dans le bras du Sagittaire, et apparaît comme une nébuleuse de taille considérable, facilement photographiable à l'aide d'un télescope. En raison de sa déclinaison très australe, elle n'est observable que depuis les latitudes méridionales tempérées dans l'hémisphère nord. En revanche, dans l'hémisphère sud, elle est visible presque toute l'année et est même circumpolaire depuis certaines latitudes tempérées. La période idéale pour l'observer dans le ciel du soir se situe entre février et juin.
Il s'agit d'une importante région H II de grande extension, étudiée pour sa richesse en étoiles jeunes et massives. Elle abrite notamment l'amas ouvert Westerlund 2, composé de plusieurs étoiles particulièrement chaudes et lumineuses, comme l'étoile bleue MSP 183, ainsi que deux étoiles de Wolf-Rayet, WR 20a et WR 20b.
Cette vaste région de formation stellaire se trouve sur le bord extérieur du Bras du Sagittaire à une distance estimée entre 4 200 et 4 700 parsecs (soit environ 13 700 à 15 300 années-lumière), bien que certaines estimations suggèrent une distance encore plus grande, jusqu'à 8 000 parsecs.
Des observations en rayons X ont révélé la présence de 468 sources dans Gum 29, dont 379 ont des contreparties détectées à différentes longueurs d'onde, comme l'infrarouge proche et moyen ou encore la lumière visible. Outre les nombreuses étoiles massives de classe spectrale O et B situées dans Westerlund 2, la nébuleuse contient une grande population d'étoiles jeunes de faible et moyenne masse, incluant des étoiles T Tauri jusqu'à 2.7 M☉.
La formation stellaire est encore très active dans cette région, comme en témoigne la présence de plusieurs masers : un en OH, deux en eau et un en méthanol.
De nombreuses structures filamentaires de gaz ionisé et neutre ainsi que de poussières sont observées dans la nébuleuse, formant parfois des colonnes et des concentrations locales. Ces caractéristiques suggèrent que la quantité de poussières dans Gum 29 est relativement faible. Certaines structures présentent une forme d'arc de choc, notamment les sources IRAS identifiées sous les références IRAS 10205-5729 et IRAS 10227-5730.